# Kerk van Großwolde
De Hervormde kerk van Großwolde in de plaats Großwolde in de Duitse regio Oost-Friesland werd rond 1350 als laatromaanse zaalkerk gebouwd.

## Geschiedenis
Wegens de stijging van het grondwaterpeil moest het boerendorp in de 12e eeuw worden verplaatst naar een hoger gelegen zandrug. Als gevolg hiervan werd ook de bakstenen voorganger van de kerk afgebroken en met behulp van het oude materiaal op de huidige plaats opnieuw opgetrokken. Aan de westelijke zijde werd een gedrongen klokkentoren aangebouwd. De huidige vensters zijn later geplaatst.
Na de reformatie werd de kerk hervormd. Uit de katholieke periode dateren de bij de renovatie van 1969-1970 herstelde nissen, die voor het liturgisch vaatwerk dienden. Bij de restauratie werd ook een kruis met twee bisschopsstaven vrijgelegd. In het oostelijke deel bevindt zich in de buurt van het vroegere altaar een hagioscoop. In de Middeleeuwen mochten leprozen of pestlijders niet de kerk bezoeken, maar dit raam stelde hen in staat toch de heilige mis te volgen.

## Interieur

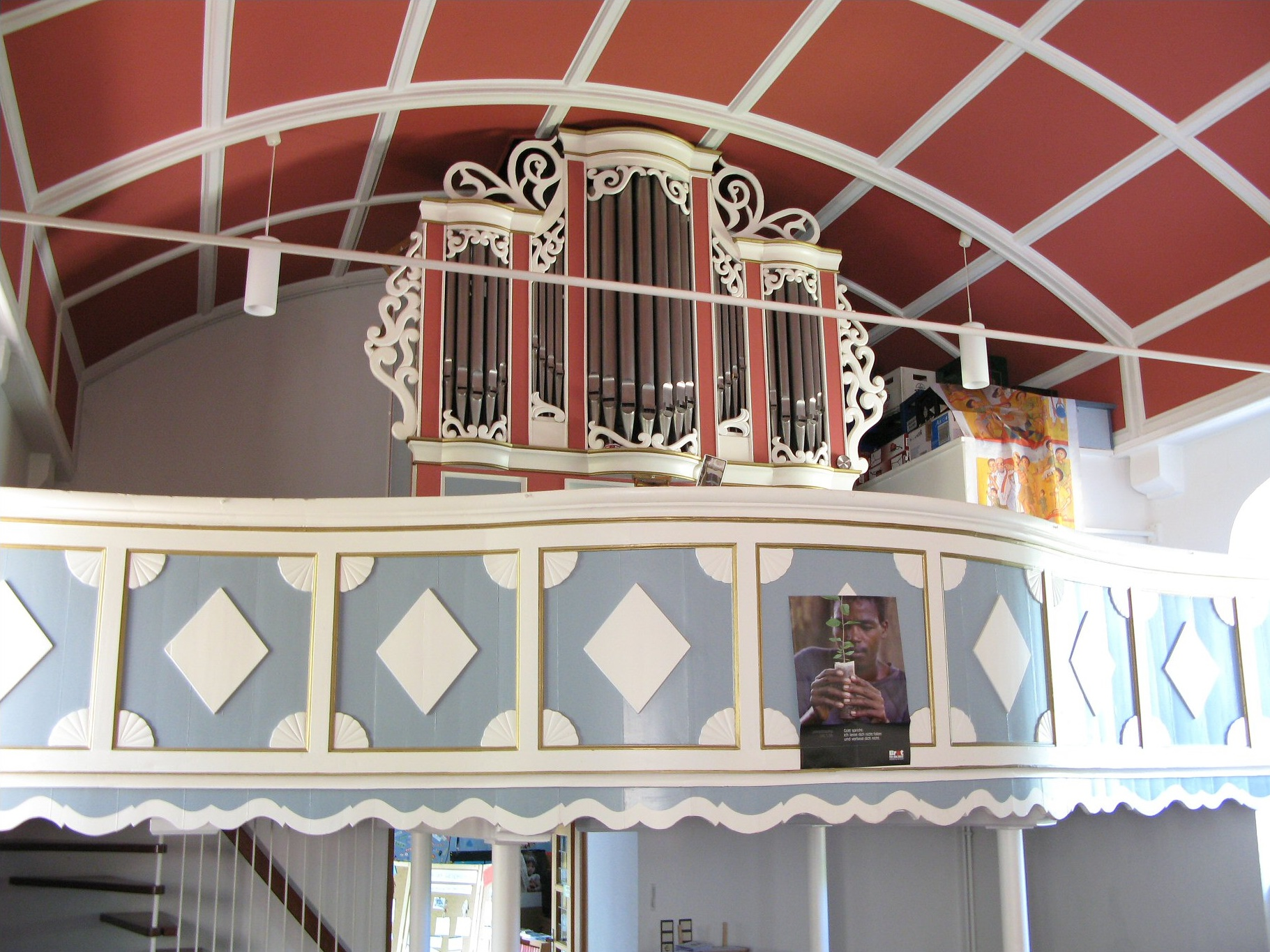
Orgel

De eenvoudige ruimte van de kerk wordt overspannen met een licht tongewelf. Het doopvont van Bentheimer zandsteen uit de vroege 13e eeuw heeft nog in de vorige kerk gestaan. Het cilindrische bekken is met een breed fries van ranken en dierfiguren gedecoreerd en rust op vier leeuwenvoeten. Het orgel uit 1884-1884 is een van de laatste orgels van de Oost-Friese orgelbouwer Gerd Sieben Janssen uit Aurich. Het orgel is nog overwegend in de originele staat. Het kerkgestoelte werd in de jaren 1969-1970 vernieuwd.